# Khruangbin
Khruangbin (pronunciación en inglés: /ˈkrʌŋbɪn/; en tailandés: /kʰrɯàːŋ.bin/, escrito เครื่องบิน) es un trío musical estadounidense de Houston, Texas, con Laura Lee en el bajo, Mark Speer en la guitarra y Donald Ray "DJ" Johnson Jr. en la batería. La banda es conocida por combinar influencias musicales globales, soul clásico, dub y psicodelia.

## Origen
Speer y Johnson se conocieron en 2004 mientras tocaban en la banda de góspel de la Iglesia Metodista St. John de Rudy Rasmus en Houston, Texas. La iglesia empleó a Speer como guitarrista y a Johnson como organista.
En 2007, Speer conoció a Lee a través de amigos, donde inicialmente se conectaron por un amor compartido por la música afgana y la arquitectura del Medio Oriente. En 2009, Lee comenzó a aprender a tocar el bajo bajo la guía de Speer. En 2010, ella y Speer se fueron de gira con Yppah y Bonobo: Laura Lee en el bajo y Speer en la guitarra.
La gira los motivó a hacer la música juntos más en serio, sembrando las primeras semillas de Khruangbin. En un granero, Speer y Lee desarrollaron un sonido psicodélico que, junto a la fuerte presencia del bajo, se convirtió en la base de la estética musical de la banda. A su regreso, le pidieron a DJ que se uniera a la banda como baterista, para tocar ritmos breakbeat en conjunto con la guitarra y el bajo. El granero, ubicado en un pueblo de apenas 300 personas llamado Burton, en Texas, se convertiría en el sitio de todas las futuras sesiones de grabación de Khruangbin. La banda tiene una relación de trabajo a largo plazo con el ingeniero tejano y ganador de un Grammy Steve Christensen.
Cuando se le pidió que tocara su primer concierto, Laura Lee, que estaba aprendiendo a hablar tailandés en ese momento, pensó que deberían usar su palabra tailandesa favorita, khruangbin (เครื่องบิน), que significa «motor volador» o «avión». Speer admite que, si hubieran tenido la previsión de predecir el éxito de la banda, tal vez no hubieran elegido un nombre que fuera tan difícil de pronunciar. Aunque el nombre de la banda es muy difícil de decir, simboliza el conjunto internacional de influencias que dieron forma a la formación de la banda.
Una parte notable del estilo visual de la banda son las pelucas negras que Lee y Speer usan en el escenario, y durante entrevistas promocionales y sesiones de fotos. Originalmente, esto era para ayudarles a pasar del escenario al puesto de mercancías sin ser reconocidos durante las primeras giras.

## Carrera

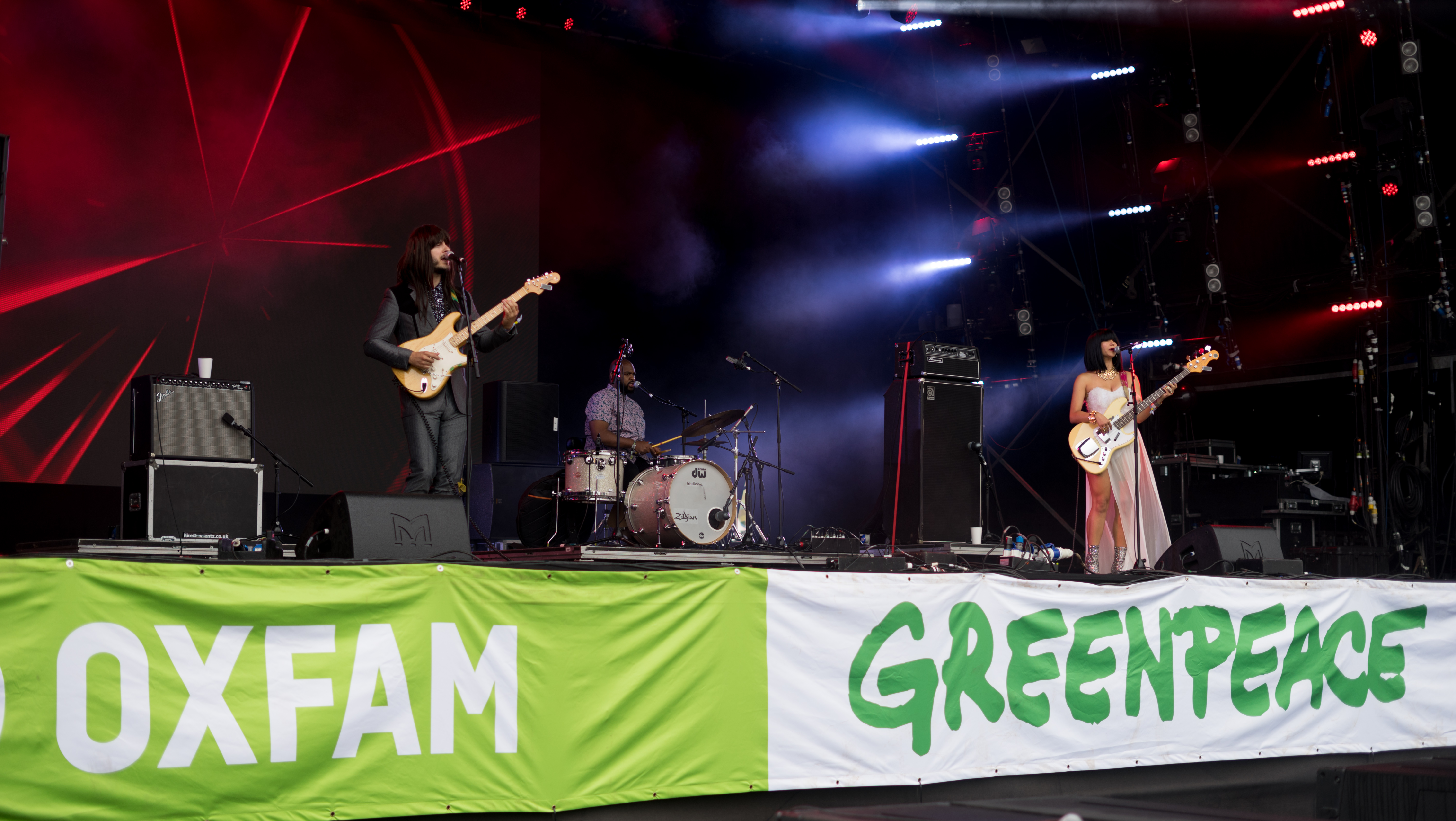
Khruangbin en el Festival de Glastonbury, 2017

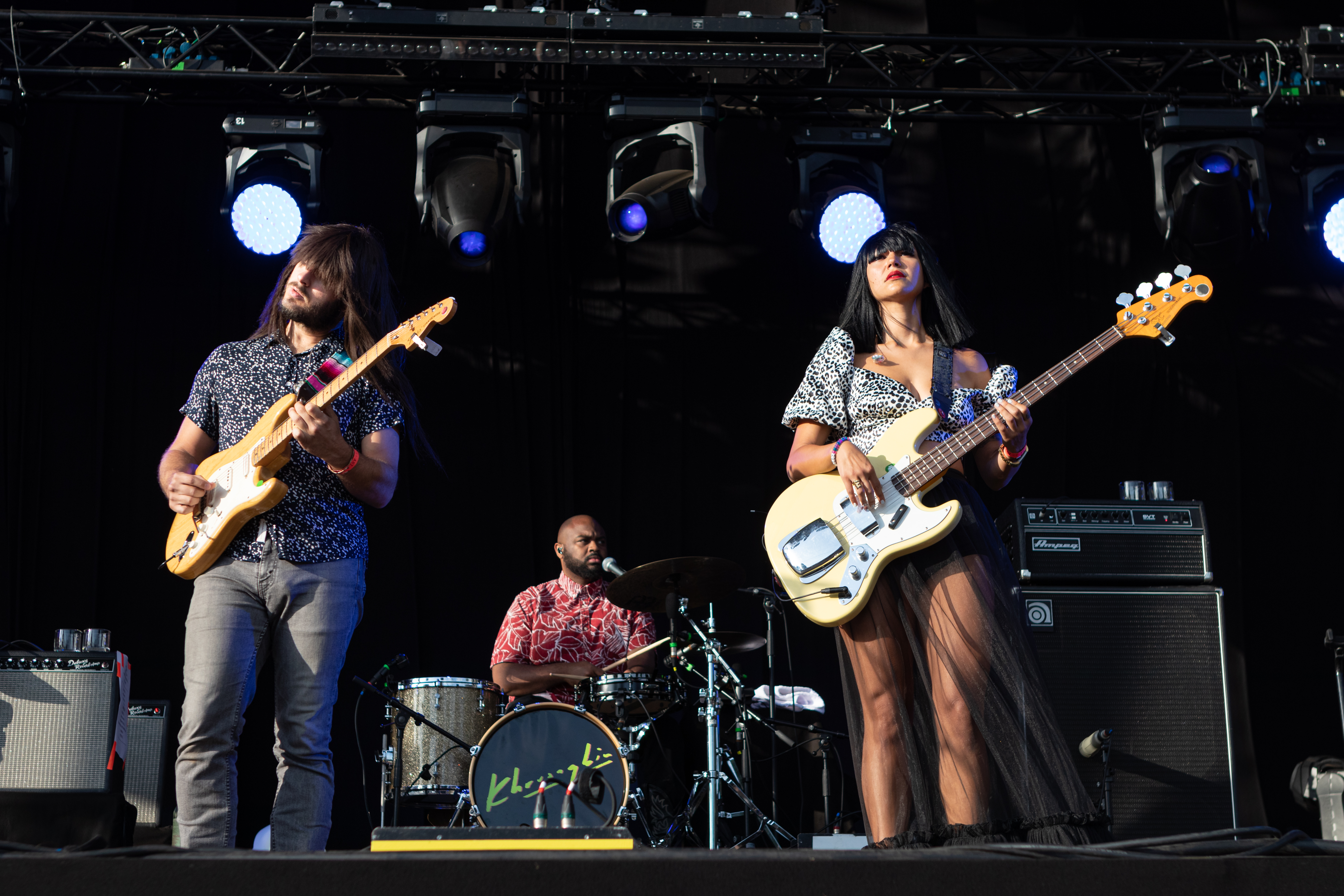
Khruangbin en el escenario principal del Haldern Pop Festival 2019.

Después de una gira con Bonobo, la banda presentó la canción Calf Born in Winter en su compilación musical Late Night Tales de 2014. La canción se convirtió en una de las pistas más populares del disco, ayudando a crear una audiencia inicial para el primer EP de la banda, The History of Flight, y su disco debut, The Universe Smiles Upon You, en 2015.
Poco después, Khruangbin fue nombrado como «Nueva banda de la semana» por The Guardian, abriendo conciertos para J. Tillman, Tycho, Chicano Batman y Massive Attack. También se unieron al circuito de festivales, tocando una serie de festivales como Glastonbury, Bonnaroo, ACL, Outside Lands, Desert Daze y South by Southwest.
En enero de 2018 Khruangbin lanzó su segundo álbum, Con Todo El Mundo. El título del álbum vino del abuelo mexicano-estadounidense de Laura Lee, quien a menudo preguntaba: «¿Cómo me quieres?» Y solo aceptaba una respuesta: «con todo el mundo».
La banda dijo que el título del disco también es una referencia a la amplia gama de influencias musicales en que se inspiraron, principalmente del Medio Oriente. Poco antes del lanzamiento de Con Todo El Mundo, la banda también versionó la canción Ma Beham Nemiresim de Googoosh, una popular cantante iraní, para la compilación Artists Rise Against Islamophobia, y creó una lista de reproducción específica de Teherán en Spotify, además de muchas otras ciudades, como parte de su serie DJ AirKhruang.
Khruangbin grabó en vivo para Spotify un arreglo de la canción india Khuda Bhi Aasman Se, interpretada por Mohammed Rafi en la película Dharti (1970), un clásico del cine de Bollywood.
También fueron teloneros de Leon Bridges en su gira de 2018, así como la gira de Trey Anastasio Ghosts of the Forest en 2019.En 2020 publican su tercer álbum de estudio llamado Mordechai,y en 2022 publican junto con Vieux Farka Touré el disco Ali (Vieux Farka Touré and Khruangbin album).En paralelo, tanto en 2020 como en 2022 publicarían los EPs Texas Sun y Texas Moon, ambos junto al cantante Leon Bridges.
El 5 de abril de 2024 publicaron un nuevo disco llamado A la Sala, que fue precedido por los sencillos A Love International, May Ninth y Pón Pón, publicados en enero, febrero y marzo del mismo año, respectivamente.

## Estilo
El género musical de Khruangbin es un tema muy debatido entre los críticos. Principalmente instrumental, el sonido de la banda ha sido descrito como soul, surf, psicodélico y funk, y un sitio web incluso los describió como «electrónica». El término más utilizado para describir la música de Khruangbin es el funk tailandés (Mor Lam), aunque los miembros de la banda desafían la convención de los géneros y se niegan públicamente a ser encasillados en un género en particular.

## Discografía

### Álbumes
- The Universe Smiles Upon You (2015)
- Con Todo El Mundo (2018)
- Hasta El Cielo (2019)
- Mordechai (2020)
- Ali (álbum conjunto de Vieux Farka Touré y Khruangbin) (2022)
- A LA SALA (2024)

### EPs
- Khruangbin (2010)
- The Infamous Bill (2014)
- Texas Sun (conjunto entre Khruangbin y Leon Bridges) (2020)
- Texas Moon (conjunto entre Khruangbin y Leon Bridges) (2022)

### Sencillos
- A Calf Born in Winter (2014)
- White Gloves (2015)
- Maria También (2017)
- Friday Morning (2018)
- Spotify Singles (2018)
- Christmas Time is Here (2018)
- Mary Always (2019)
- Texas Sun (2020)
- Time (You and I) (2020)
- So We Won’t Forget (2020)
- Pelota (2020)
- Summer Madness (2020)
- Texas Moon (2022)
- Cebollas Verdes (2022)
- A Love International (2024)
- May Ninth (2022)
- Pón Pón (2024)